# Anders Lake
Anders Lake är en sjö i provinsen British Columbia i Kanada. Den har sitt utlopp i Anders Creek.
Anders Lake ligger i Cariboo Regional District som är nära nog obefolkat, med mindre än en invånare per kvadratkilometer. Sjön är namngiven efter den polske generalen Władysław Anders.